# Шотландська національна партія
Шотландська національна партія (шотл. гел. Pàrtaidh Nàiseanta na h-Alba; англ. Scottish National Party; ШНП) — лівоцентристська політична партія Великої Британії, яка виступає за незалежність Шотландії, найбільша партія в парламенті Шотландії.
Депутати від SNP в парламенті підтримують тісні зв'язки з Партією Вельсу (Plaid Cymru) і утворюють спільну фракцію в Палаті громад. Обидві ці партії входять в Європейський вільний альянс (European Free Alliance (EFA)).
За підсумками виборів 2007 ШНП завоювала більшість (47 з 127 місць) в парламенті Шотландії, а також 6 з 59 «шотландських» місць в парламенті Великої Британії. Попри те, що ШНП випередила головних конкурентів — лейбористів — тільки на 1 депутатське місце, саме вона, згідно з нормами закону, отримала право сформувати уряд в Единбурзі.
Вони склали коаліцію з Шотландською партією зелених. У Шотландії партія отримала право сформувати виконавчу владу королівства. Першим міністром був призначений лідер партії Алекс Салмонд. Після виборів Алекс Салмонд оголосив про початок громадських консультацій щодо питання про подальший статус регіону у складі Сполученого Королівства.
Одним з перших політичних кроків нового уряду стала пропозиція провести референдум про незалежність Шотландії.

## Історія
| Місць в Шотландському парламенті: | 65 / 129 |

Партія утворилася в 1934 в результаті злиття Національної партії Шотландії і Шотландської партії. Вперше SNP отримала місця в парламенті в 1945. Друга перемога на виборах була здобута в 1967, а апогеєм впливу партії стали 1970-і, коли ШНП (SNP) отримала майже третину всіх голосів у Шотландії. Після введення на території Шотландії гомруля (1999), партія пішла в опозицію до коаліції Шотландської робочої партії і ліберал-демократів у шотландському парламенті.

## Організація
Партія складається з місцевих відділень, які, в свою чергу, утворюють регіональну асоціацію (всього вісім асоціацій) у кожному виборчому окрузі. Щорічно проводяться партійні з'їзди.
У SNP існує досить активне молодіжне крило «Молоді шотландці за незалежність», студентське крило «Федерація студентів-націоналістів», а також профспілкова група. Видається фінансується партією щомісячна газета «The Scots Independent».
Керівним органом партії є Національний виконавчий комітет, що складається з обраних на з'їзді членів партії. Крім того, у виконавчому комітеті представлені депутати шотландського парламенту, парламенту Великої Британії і Європарламенту, а також представники молодіжних та студентських організацій, і профспілок.
Згідно з даними на кінець 2004, кількість членів Шотландської національної партії зросла (з 2003) з дев'яти з половиною тисяч до майже одинадцяти тисяч осіб. До кінця червня 2006 кількість членів зросла до 12 066 чоловік.

## Політична платформа
Політика партії базується на європейській соціал-демократії. У програмі декларується прихильність одностороннього ядерного роззброєння, прогресивному оподаткуванню, підтримці освітніх грантів для студентів вузів і т. д. Також партія закликає до створення незалежної шотландської держави, повноправного члена Європейського союзу.
Всупереч поширеній думці, ШНП відповідно до офіційної точки зору не є республіканською партією, оскільки це питання, на їхню думку, є вторинним по відношенню до питання про державний суверенітет. Тим не менш, багато представників Шотландської національної партії визначають себе республіканцями.

## Результати виборів
| вибори 1935 року   | 1.1 %  | 0 місць  |
| вибори 1945 року   | 1.2 %  | 0 місць  |
| вибори 1950 року   | 0.4 %  | 0 місць  |
| вибори 1951 року   | 0.3 %  | 0 місць  |
| вибори 1955 року   | 0.5 %  | 0 місць  |
| вибори 1959 року   | 0.5 %  | 0 місць  |
| вибори 1964 року   | 2.4 %  | 0 місць  |
| вибори 1966 року   | 5.0 %  | 0 місць  |
| вибори 1970 року   | 11.4 % | 1 місце  |
| вибори лютого 1974 | 21.9 % | 7 місць  |
| вибори жовтня 1974 | 30.4 % | 11 місць |
| вибори 1979 року   | 17.3 % | 2 місця  |
| вибори 1983 року   | 11.7 % | 2 місця  |
| вибори 1987 року   | 14.0 % | 3 місця  |
| вибори 1992 року   | 21.5 % | 3 місця  |
| вибори 1997 року   | 22.1 % | 6 місць  |
| вибори 2001 року   | 20.1 % | 5 місць  |
| вибори 2005 року   | 17.7 % | 6 місць  |
| вибори 2010 року   | 19.9 % | 6 місць  |